# Referendo sobre o impedimento presidencial na Romênia em 2012
Um referendo sobre o impeachment do Presidente Traian Băsescu foi realizado na Romênia, em 29 de julho de 2012. O referendo foi requerido depois que o Parlamento Romeno votou a favor do impeachment de Băsescu em 6 de julho e deveria ocorrer dentro de um mês.  Foi o segundo referendo sobre o impeachment de Băsescu, o primeiro foi realizado em maio de 2007, no qual 74% dos eleitores escolheram mantê-lo no cargo. Mais tarde, Băsescu seria reeleito por uma pequena margem de votos em 2009.
O parlamento da Romênia afastou o presidente e exortou a nação para destitui-lo por diversas acusações, porém Băsescu rejeitou a sondagem como um "putsch" e pediu ao público para boicotá-la. As pesquisas mostraram que a maioria dos romenos eram favoráveis ao impeachment do presidente, mas o comparecimento às urnas foi estimado em cerca de 46%, tornando assim inválido o referendo. A Corte Constitucional tem o veredicto final no caso da validade do referendo. Os resultados finais do Departamento Eleitoral Central foram publicados em 1 de agosto de 2012. Em 2 de agosto de 2012, o Tribunal anunciou que o veredicto para a validade do referendo seria pronunciado após 12 de setembro de 2012.  Até essa data, todas as autoridades precisam esclarecer as listas eleitorais, a fim de calcular corretamente a participação eleitoral. Finalmente, o veredicto seria apresentado em uma sessão conjunta do Parlamento. Entretanto, o Tribunal Constitucional reagendou o veredicto para 31 de agosto de 2012. Uma segunda remarcação colocou o veredicto em 21 de agosto de 2012.  O Tribunal Constitucional da Romênia posteriormente declarou o referendo inválido, restabelecendo Băsescu como presidente da Romênia, o que ocorreu em 28 de agosto. 

## Contexto
O rival político de Băsescu, o primeiro ministro Victor Ponta, acusou-o de exceder seus poderes através de escutas telefônicas ilegais, uso de serviços nacionais de inteligência contra inimigos políticos e pressionar os promotores em casos criminais.  A popularidade do presidente havia caído devido ao seu apoio a fortes medidas de austeridade e percepções de que suas nomeações eram guiadas por fisiologismo.  Băsescu respondeu chamando o referendo de tentativa de golpe por seu oponente, que já havia sido criticado por destituir os oradores nas duas câmaras do Parlamento Romeno e no ombudsman do país. Ele pediu ao público que boicotasse a votação.
No dia anterior à votação no Parlamento, o governo alterou a lei do referendo para permitir que um referendo de impeachment fosse válido se a maioria dos eleitores votasse a favor.  Anteriormente, a lei exigia que pelo menos 50% dos eleitores elegíveis votassem a favor.  Após críticas de suas táticas pela União Europeia,  que o acusaram de "minar o estado de direito", Ponta aceitou a decisão do Tribunal Constitucional de exigir uma participação de 50% mais uma para validar o resultado do referendo. 

## Resultados

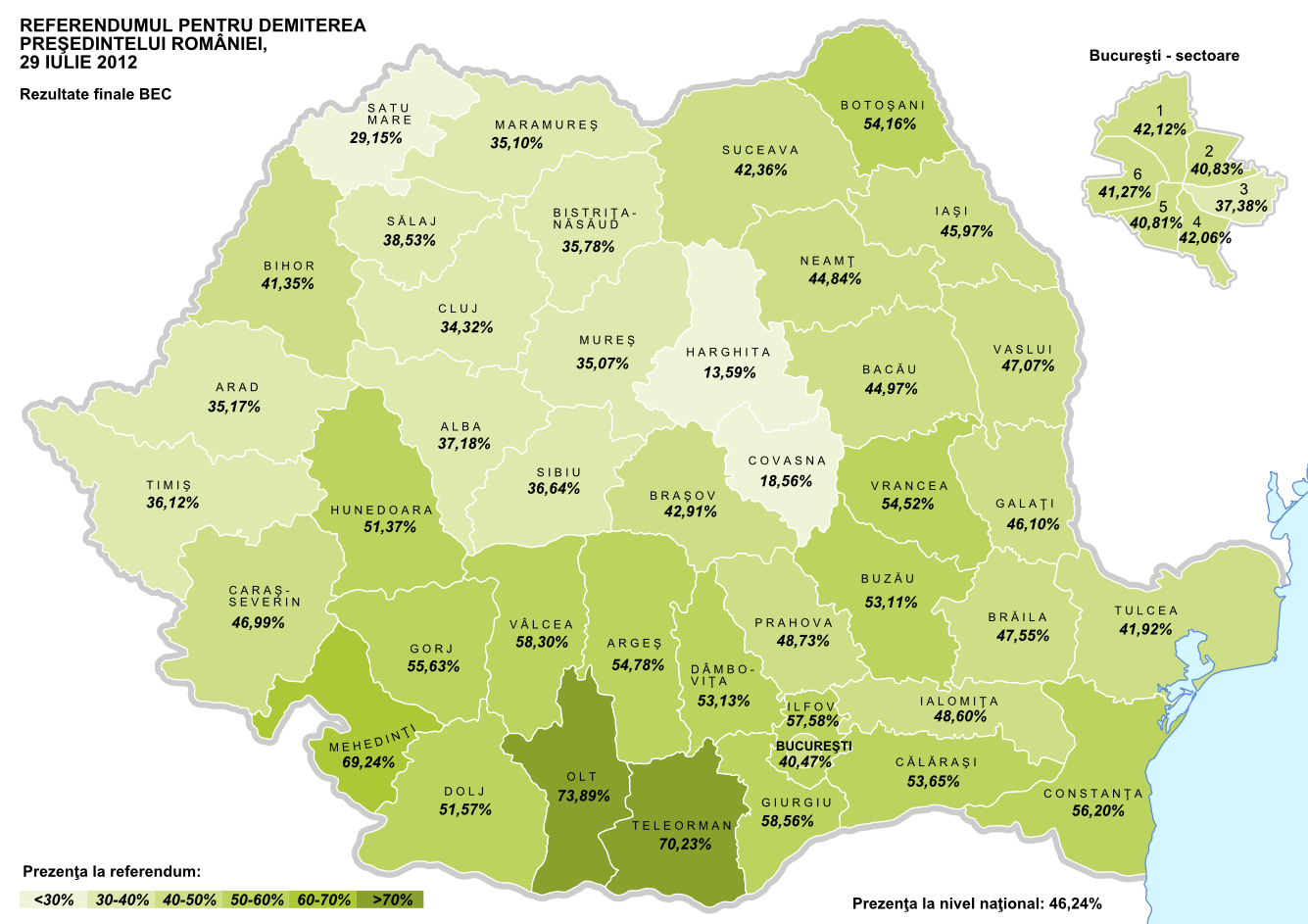
Mapa da participação no referendo romeno de impeachment presidencial, 29 de julho de 2012

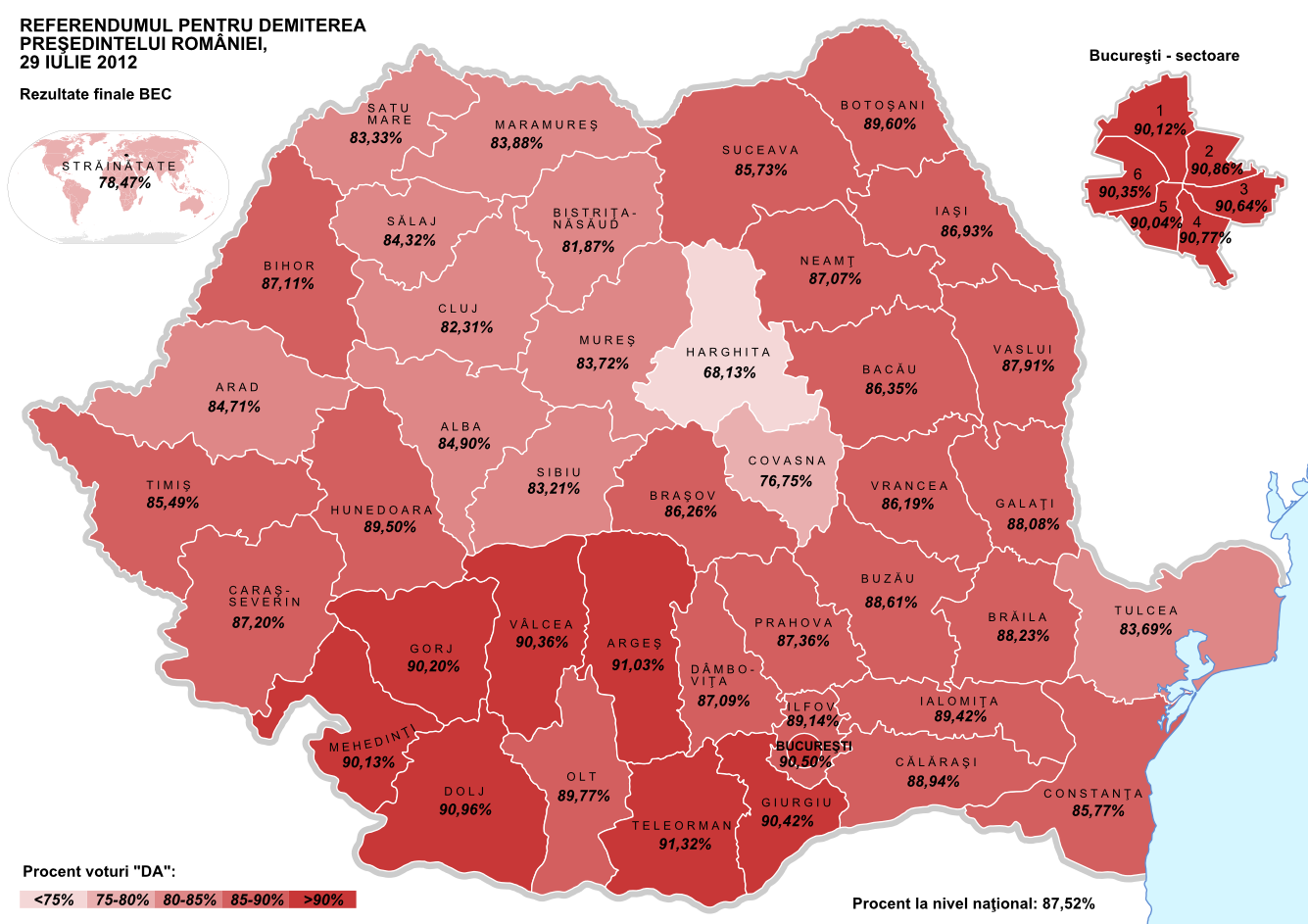
Mapa dos votos do SIM no referendo romeno de impeachment presidencial, 29 de julho de 2012

| Opção                                  | Votos      | %     |
| -------------------------------------- | ---------- | ----- |
| Sim                                    | 7,403,836  | 88.70 |
| Não                                    | 943,375    | 11.30 |
| Votos inválidos / em branco            | 111,842    | –     |
| Total                                  | 8,459,053  | 100   |
| Eleitores registrados / comparecimento | 18,292,464 | 46.24 |
| Fonte: Romanian Electoral Commission   |            |       |

| 88.7% | 11.3% |
| Sim   | Não   |

| 46.24%       | 53.76%    |
| Participação | Não votou |

## Veredicto
O tribunal constitucional romeno declarou posteriormente o referendo como inválido  por uma votação de 6–3, devido ao fato de que a participação não atingiu 50%. A medida restabeleceu Băsescu como presidente da Romênia.  O presidente interino Crin Antonescu, no entanto, afirmou que Băsescu era um líder "ilegítimo" porque foi suspenso pelo parlamento. Como reação ao veredicto, centenas de manifestantes foram às ruas em Bucareste, pedindo a renúncia de Băsescu.